# Magovo
Magovo (cyr. Магово) – wieś w Serbii, w okręgu toplickim, w gminie Kuršumlija. W 2011 roku liczyła 17 mieszkańców.